# I liga urugwajska w piłce nożnej (1900)
| Pierwsze w historii mistrzostwa Urugwaju |
| ---------------------------------------- |

- Pierwszym w historii mistrzem Urugwaju został klub CURCC Montevideo. W drużynie pierwszego mistrza grali następujący zawodnicy: Francisco Carbone (bramkarz), Germán Arímalo, Antonio Irisarri, Aniceto Camacho, Luis Carbone, Guillermo Davies, Lorenzo Mazzucco, Ceferino Camacho, Juan Pena, Edmundo Acevedo, Eugenio Mañana, Pedro Zibecchi[1]
- Pierwszym w historii wicemistrzem Urugwaju został klub Albion Montevideo.

## Primera División

### Kolejka 1
| Data            | Mecz                                                   |
| --------------- | ------------------------------------------------------ |
| 10 czerwca 1900 | CURCC Montevideo – Albion Montevideo 2:1               |
| ?? 1900         | Uruguay Athletic Montevideo – Deutscher Montevideo ?:? |

### Kolejka 2
| Data    | Mecz                                                |
| ------- | --------------------------------------------------- |
| ?? 1900 | CURCC Montevideo – Deutscher Montevideo 9:0         |
| ?? 1900 | Uruguay Athletic Montevideo – Albion Montevideo ?:? |

### Kolejka 3
| Data    | Mecz                                               |
| ------- | -------------------------------------------------- |
| ?? 1900 | CURCC Montevideo – Uruguay Athletic Montevideo 9:0 |
| ?? 1900 | Deutscher Montevideo – Albion Montevideo ?:?       |

### Kolejka 4
| Data    | Mecz                                                   |
| ------- | ------------------------------------------------------ |
| ?? 1900 | CURCC Montevideo – Albion Montevideo 2:1               |
| ?? 1900 | Uruguay Athletic Montevideo – Deutscher Montevideo ?:? |

### Kolejka 5
| Data    | Mecz                                                |
| ------- | --------------------------------------------------- |
| ?? 1900 | CURCC Montevideo – Deutscher Montevideo 8:0         |
| ?? 1900 | Uruguay Athletic Montevideo – Albion Montevideo ?:? |

### Kolejka 6
| Data             | Mecz                                               |
| ---------------- | -------------------------------------------------- |
| 19 sierpnia 1900 | CURCC Montevideo – Uruguay Athletic Montevideo 6:0 |
| ?? 1900          | Deutscher Montevideo – Albion Montevideo ?:?       |

### Końcowa tabela sezonu 1900
| Poz | Klub                        | Mecze | Zw | Rem | Por | Pkt | BrZd | BrStr |
| --- | --------------------------- | ----- | -- | --- | --- | --- | ---- | ----- |
| 1   | CURCC Montevideo            | 6     | 6  | 0   | 0   | 12  | 36   | 2     |
| 2   | Albion Montevideo           | 6     | 4  | 0   | 2   | 8   | 22   | 6     |
| 3   | Uruguay Athletic Montevideo | 6     | 1  | 0   | 5   | 2   | 3    | 25    |
| 4   | Deutscher Montevideo        | 6     | 1  | 0   | 5   | 2   | 3    | 31    |